# 陳貴 (景泰進士)
陳貴（1425年—？），字秉良，福建興化府莆田縣人，民籍，明朝政治人物。進士出身。

## 生平
福建鄉試第一百一十九名。景泰五年（1454年）甲戌科會試第二百七十九名，殿試登進士第二甲第一百零六名。

## 家族
曾祖陳福貳。祖父陳伯榮。父亲陳宏濱。